# Brookula meridionale
Brookula meridionale là một loài ốc biển, là động vật thân mềm chân bụng sống ở biển thuộc họ Liotiidae.